# Records d'Ouganda d'athlétisme

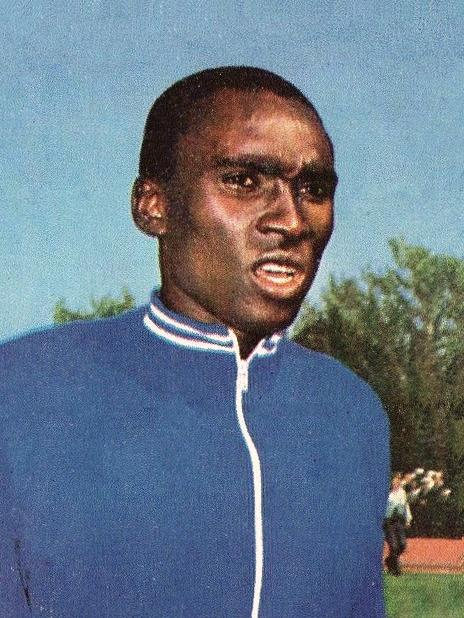
John Akii-Bua, ancien recordman du monde du 400 m haies.

Les records d'Ouganda d'athlétisme sont les meilleures performances réalisées par des athlètes ougandais et homologuées par la Fédération ougandaise d'athlétisme (UAF).

## Plein air

### Hommes
| Épreuve              | Record | Athlète                                                                 | Date                         | Compétition                                 | Lieu          | Réf.  |
| -------------------- | --- | ----------------------------------------------------------------------- | ---------------------------- | ------------------------------------------- | ------------- | ----- |
| 100 m                | 10 s 06 (+0,6 m/s) | Tarsis Orogot                                                           | 11 mai 2024                  | Championnats SEC                            | Gainesville   | [ 1 ] |
| 200 m                | 19 s 75 (+1,0 m/s) | Tarsis Orogot                                                           | 11 mai 2024                  | Championnats SEC                            | Gainesville   | [ 2 ] |
| 400 m                | 44 s 37 | Davis Kamoga                                                            | 5 août 1997                  | Championnats du monde                       | Athènes       |       |
| 800 m                | 1 min 43 s 72 | Abraham Chepkirwok                                                      | 5 juillet 2008               | Meeting de Madrid                           | Madrid        |       |
| 1 500 m              | 3 min 30 s 58 | Ronald Musagala                                                         | 12 juillet 2019 24 août 2019 | Meeting Herculis 2019 Meeting de Paris 2019 | Monaco Paris  | [ 3 ] |
| 3 000 m              | 7 min 26 s 64 | Jacob Kiplimo                                                           | 17 septembre 2020            | Golden Gala                                 | Rome          | [ 4 ] |
| 5 000 m              | 12 min 35 s 36 (WR) | Joshua Cheptegei                                                        | 14 août 2020                 | Meeting Herculis                            | Monaco        | [ 5 ] |
| 10 000 m             | 26 min 11 s 00 (WR) | Joshua Cheptegei                                                        | 7 octobre 2020               |                                             | Valence       | [ 6 ] |
| Semi-marathon        | 57 min 31 s (WR) | Jacob Kiplimo                                                           | 21 novembre 2021             | Semi-marathon de Lisbonne                   | Lisbonne      | [ 7 ] |
| Marathon             | 2 h 4 min 48 s | Stephen Kissa                                                           | 24 avril 2022                | Marathon de Hambourg                        | Hambourg      | [ 8 ] |
| 110 m haies          | 14 s 48 | Jean-Baptiste Okello                                                    | 3 septembre 1960             | Jeux olympiques                             | Rome          |       |
| 400 m haies          | 47 s 82 | John Akii-Bua                                                           | 2 septembre 1972             | Jeux olympiques                             | Munich        |       |
| 3 000 m steeple      | 8 min 03 s 81 | Benjamin Kiplagat                                                       | 8 juillet 2010               | Athletissima                                | Lausanne      | [ 9 ] |
| Saut en hauteur      | 2,12 m A | David Okot                                                              | 16 juillet 2011              |                                             | Nairobi       |       |
| Saut à la perche     | 4,57 m | Teddy Sondota                                                           | 15 mai 1997                  |                                             | Abilene       |       |
| Saut en longueur     | 7,75 m | Fidelis Ndyabagye                                                       | 26 juillet 1978              | Jeux africains                              | Alger         |       |
| Triple saut          | 16,26 m | Abraham Munabi                                                          | 17 janvier 1973              | Jeux africains                              | Lagos         |       |
| Lancer du poids      | 15,76 m | Yovan Ochola                                                            | 4 novembre 1962              |                                             | Colombo       |       |
| Lancer du disque     | 50,98 m | Samuel Onyac                                                            | 29 mai 1976                  |                                             | Zanzibar City |       |
| Lancer du marteau    | 53,72 m | Yovan Ochola                                                            | 15 juillet 1972              |                                             | Kampala       |       |
| Lancer du javelot    | 75,52 m | Justin Arop                                                             | 6 août 1988                  |                                             | Ulm           |       |
| Décathlon            | 6 805 pts | Teddy Sondota-Ruge                                                      | 31 mai – 1er juin 2003       |                                             | Dallas        |       |
| Décathlon            | 11 s 84 (100 m), 6,20 m (longueur), 11,53 m (poids), 1,92 m (hauteur), 52 s 19 (400 m) / 15 s 09 (110 m haies), 37,94 m (disque), 4,37 m (perche), 58,01 m (javelot), 4 min 57 s 42 (1 500 m) |                                                                         |                              |                                             |               |       |
| 20 km marche (route) | 1 h 57 min 02 s | Nelsensio Byingingo                                                     | 27 août 1982                 | Championnats d'Afrique                      | Le Caire      |       |
| 50 km marche (route) | |                                                                         |                              |                                             |               |       |
| 4 × 100 m            | 39 s 67 | Équipe nationale Moses Musonge Joseph Ssali Sunday Olweny Edward Bitoga | 8 août 1987                  | Jeux africains                              | Nairobi       |       |
| 4 × 400 m            | 3 min 02 s 09 | Équipe nationale John Goville Moses Kyeswa Peter Rwamuhanda Mike Okot   | 11 août 1984                 | Jeux olympiques                             | Los Angeles   |       |

### Femmes
| Épreuve              | Record | Athlète                                                                   | Date              | Compétition                       | Lieu        | Réf.   |
| -------------------- | --- | ------------------------------------------------------------------------- | ----------------- | --------------------------------- | ----------- | ------ |
| 100 m                | 11 s 33 (+1,2 m/s) | Jacent Nyamahunge                                                         | 24 juin 2022      | Championnats d'Ouganda            | Kampala     | [ 11 ] |
| 200 m                | 23 s 43 A (+1,7 m/s) | Shida Leni                                                                | 27 juillet 2019   | Championnats d'Ouganda            | Kampala     | [ 12 ] |
| 400 m                | 51 s 47 A | Shida Leni                                                                | 27 juillet 2019   | Championnats d'Ouganda            | Kampala     |        |
| 800 m                | 1 min 57 s 56 | Halimah Nakaayi                                                           | 18 mai 2024       | USATF Los Angeles Grand Prix      | Los Angeles | [ 13 ] |
| 1 000 m              | 2 min 32 s 12 | Halimah Nakaayi                                                           | 14 août 2020      | Meeting Herculis                  | Monaco      | [ 14 ] |
| 1 500 m              | 3 min 59 s 56 | Winnie Nanyondo                                                           | 16 juin 2019      | Meeting international Mohammed-VI | Rabat       |        |
| 3 000 m              | 8 min 32 s 53 | Sarah Chelangat                                                           | 15 juin 2023      | Bislett Games                     | Oslo        | [ 15 ] |
| 5 000 m              | 14 min 40 s 88 | Sarah Chelangat                                                           | 2 juillet 2023    | Bauhaus-Galan                     | Stockholm   | [ 16 ] |
| 10 000 m             | 31 min 01 s 04 | Stella Chesang                                                            | 16 juillet 2022   | Championnats du monde             | Eugene      | [ 17 ] |
| Semi-marathon        | 1 h 7 min 59 s | Sarah Chelangat                                                           | 17 septembre 2023 | Semi-marathon de Copenhague       | Copenhague  | [ 18 ] |
| Semi-marathon        | 1 h 7 min 59 s | Stella Chesang                                                            | 28 avril 2024     | Semi-marathon de Gifu             | Gifu        | [ 19 ] |
| Marathon             | 2 h 18 min 26 s | Stella Chesang                                                            | 1er décembre 2024 | Marathon de Valence               | Valence     | [ 20 ] |
| 100 m haies          | 13 s 92 (+1,5 m/s) | Ruth Kyalisima                                                            | 21 juillet 1978   | Jeux africains                    | Alger       | [ 21 ] |
| 400 m haies          | 57 s 02 | Ruth Kyalisima                                                            | 6 août 1984       | Jeux olympiques                   | Los Angeles |        |
| 3 000 m steeple      | 8 min 55 s 09 | Peruth Chemutai                                                           | 25 mai 2024       | Prefontaine Classic               | Eugene      | [ 22 ] |
| Saut en hauteur      | 1,71 m | Victoria Atim                                                             | 8 décembre 1973   |                                   | Kampala     |        |
| Saut à la perche     | 2,20 m | Lucy Angucia                                                              | 12 mai 2012       |                                   | Kampala     |        |
| Saut en longueur     | 6,43 m (+1,8 m/s) | Sarah Nambawa                                                             | 9 avril 2011      | Boston-Moon Collegiate Classic    | Nashville   | [ 23 ] |
| Triple saut          | 14,06 m (0,0 m/s) | Sarah Nambawa                                                             | 9 avril 2011      | Boston-Moon Collegiate Classic    | Nashville   | [ 24 ] |
| Lancer du poids      | 14,47 m | Joyce Aciro                                                               | 24 juillet 1978   | Jeux africains                    | Alger       |        |
| Lancer du disque     | 46,02 m | Josephine Lalam                                                           | 22 mai 2021       |                                   | Kampala     |        |
| Lancer du marteau    | |                                                                           |                   |                                   |             |        |
| Lancer du javelot    | 57,01 m | Josephine Lalam                                                           | 20 mars 2024      | Jeux africains                    | Accra       | [ 25 ] |
| Heptathlon           | 4 849 pts | Ruth Kyalisima                                                            | 16–17 août 1985   | Championnats d'Afrique            | Le Caire    |        |
| Heptathlon           | 14 s 18 (100 m haies), 1,57 m (hauteur), 7,19 m (poids), 24 s 84 (200 m) / 5,42 m (longueur), 25,38 m (javelot), 2 min 15 s 88 (800 m) |                                                                           |                   |                                   |             |        |
| 20 km marche (route) | |                                                                           |                   |                                   |             |        |
| 4 × 100 m            | 45 s 84 | Équipe nationale Farida Kyakutema Mary Awora Grace Buzu Oliver Acii       | 9 août 1987       | Jeux africains                    | Nairobi     |        |
| 4 × 400 m            | 3 min 32 s 25 | Équipe nationale Nashiba Nabirye Emilly Nanziri Shida Leni Stella Wonruku | 30 août 2019      | Jeux africains                    | Rabat       | [ 26 ] |

## Salle

### Femmes
| Épreuve | Record        | Athlète         | Date           | Compétition      | Lieu       | Réf.   |
| ------- | ------------- | --------------- | -------------- | ---------------- | ---------- | ------ |
| 1 500 m | 4 min 06 s 13 | Winnie Nanyondo | 4 février 2020 | PSD Bank Meeting | Düsseldorf | [ 27 ] |